# Rîleevka, Rozdolne
Rîleevka (în ucraineană Рилеевка) este un sat în comuna Slavne din raionul Rozdolne, Republica Autonomă Crimeea, Ucraina.

## Demografie
Componența lingvistică a localității Rîleevka
     Rusă (55,14%)
     Ucraineană (23,05%)
     Tătară crimeeană (17,28%)
     Română (3,29%)
Conform recensământului din 2001, majoritatea populației localității Rîleevka era vorbitoare de rusă (55,14%), existând în minoritate și vorbitori de ucraineană (23,05%), tătară crimeeană (17,28%) și română (3,29%).